# Nicolas Marsolet de Saint-Aignan
Nicolas Marsolet, sieur de Saint-Aignan, né en 1601 à Rouen et mort à Québec en 1677, est un aventurier, interprète, marchand de fourrures, trafiquant, seigneur de Bellechasse et autres lieux en Nouvelle-France.

## Biographie
Nicolas Marsolet (parfois orthographié Marsollet, et parfois nommé Marsolet de Saint-Aignan) est originaire de la région de Rouen en Normandie, peut-être de Saint-Aignan comme son nom complet semble l'indiquer. Il est né en 1587 selon son acte de sépulture, ou en 1601 selon le recensement de 1666. Baptisé le 7 février 1601 en la paroisse Saint-Pierre-le-Portier, à Rouen, il est le fils de Nicolas Marsolet, gentilhomme et courtisan du frère du roi, qui est mort avant 1615, et de Marguerite de Planes,.

### Aventurier et interprète
Il arrive en Nouvelle-France le 3 mars 1613. Selon le Dictionnaire biographique du Canada, ce serait en 1613 qu'il arrive avec Champlain et pénètre en pays algonquin. Il est à Tadoussac en 1623 et 1624 ; il retourne en France et en revient à l'été 1627.
Il semble s'activer à Tadoussac, à Québec, à Trois-Rivières, et surtout dans les villages algonquins de l'Outaouais et du côté des Montagnais (Innu) avec les Amérindiens, dont il apprend les langues et devient interprète. Selon Champlain, il recherche les plus gros profits et vit dans la débauche,.
Marsolet fait échouer Champlain dans son projet d'emmener en France deux jeunes amérindiennes, Espérance et Charité, peut-être pour les garder auprès de lui, ou parce que Espérance l'avait éconduit. Selon une autre source, Champlain réussit à négocier avec Louis Kirke pour ramener avec lui ces deux jeunes femmes.
Lorsque la plupart des Français repartent, en 1629, Nicolas Marsolet choisit de rester dans la colonie, et passe au service des frères Kirke après la reddition de Québec de Champlain aux Anglais (1629-1634), pour lesquels il continue son office d'interprète. Au retour des Français en 1632, Marsolet change encore de camp. Mais il refuse de communiquer son savoir du parler local aux jésuites, sauf au P. Charles Lalemant qui réussit à le gagner.

### Seigneur en Nouvelle-France et négociant de fourrures
Cessant sa vie aventureuse, il décide de se fixer et de fonder un foyer. Retourné en France en 1635 à la mort de Champlain, il y épouse en Normandie Marie Le Barbier, par contrat de mariage signé à Rouen le 19 mars 1637 ; la même année 1637, il revient en Nouvelle-France,,.
Nicolas Marsolet obtient une concession de la Compagnie de la Nouvelle-France en mars 1637 et devient seigneur de Bellechasse le 6 octobre suivant. Il achète en plus, en 1640, une terre au coteau Sainte-Geneviève. Il mène alors une vie rangée, considéré par les missionnaires comme un collaborateur précieux. Sa connaissance des langues lui vaut d'être employé comme commis par la Compagnie de la Nouvelle-France en 1642,.
De 1647 à 1660, il pratique également pour son compte la traite des fourrures. Mécontent des dirigeants de la Communauté des Habitants, il est l'initiateur en 1646 d'un soulèvement contre eux, réprimé par le gouverneur. Il gère ses affaires sur ses propres fonds. Il possède une barque pour ses voyages de traite des fourrures à Tadoussac. Il est surnommé le « petit roi de Tadoussac ».
La traite étant sa principale activité, il néglige les nombreuses concessions dont il bénéficie. En plus de sa seigneurie de Bellechasse, il reçoit : les « prairies Marsolet », dans la seigneurie du Cap-de-la-Madeleine, en 1644 ; une partie de la future seigneurie de Gentilly, en 1647, qu'il revend en 1671 ; le « fief Marsolet », dans la future seigneurie de Lotbinière, en 1672. Mais il ne semble s'occuper d'aucun de ces fiefs. Il a d'autres terres, dans le censive de Québec : au coteau Sainte-Geneviève, depuis 1649 ; et au bord de la rivière Saint-Charles, depuis 1651. Seule sa terre du coteau Sainte-Geneviève est cultivée, il semble la faire exploiter par des fermiers.
Marsolet cesse avant 1660 ses allers et retours à Tadoussac. Il s'occupe de ses affaires à Québec, où il meurt le 15 mai 1677.

## Postérité

### Descendance
Nicolas Marsolet épouse en 1637 à Rouen Marie Barbier ou Le Barbier, fille d'Henri Barbier et de Marguerite Le Villain.
- Ils ont comme enfants[3],[8] :
  - Marie-Marthe Marsolet (1638-1711), qui ép. en 1652 à N-D de Québec Mathieu d'Amours de Louvière, sieur de Chaufours, major de Québec, propriétaire de navire, membre du Conseil souverain de la Nouvelle-France, seigneur de Matane, dont plusieurs enfants, parmi lesquels :
    - Mathieu d'Amours de Freneuse (1657-1696), seigneur, membre du Conseil souverain de la Nouvelle-France ;
    - Charles d'Amours de Louvières (1662-1716), seigneur du Lac-Matapédia, qui ép. Marie-Anne Genaple Belfond, dont postérité ;

  - Louise Marsolet (1640-1712), qui ép. Jean Lemire, maître charpentier et syndic de Québec, dont plusieurs enfants, parmi lesquels :
    - Marie-Anne Lemire, qui ép. Gédéon de Catalogne (1662-1729), cartographe, officier, seigneur du fief des Prairies Marsolet ;

  - Geneviève Marsolet (1644-1702), qui ép. Michel Guyon dit Rouvray ou du Rouvray, dont postérité ;
  - Marie-Magdelaine Marsolet (1646-1734), qui ép. François Guyon, dont postérité ;
  - Jean Marsolet de Bellechasse (1651-1715), qui ép. Marguerite Couture (1656-1690), fille du pionnier Guillaume Couture, puis se remarie avec Marie-Anne Bolduc ;
  - et cinq enfants morts jeunes : Joseph Marsolet (né en 1642, mort avant 1666) ; Louise Marsolet (1648-morte av. 1666) ; Anne Marsolet (1653-morte av. 1666) ; Élizabeth Marsolet (1655-morte av. 1666) ; Marie Marsolet (1662-1677).

### Postérité en toponymie
Son nom a été conservé dans divers noms de lieu et de rues :
- Le « fief Marsolet » ;
- Les « Prairies Marsolet » ;
- Le lac Marsolet, dans le Nord-du-Québec ;
- Le canton Marsolet, à Saguenay-Lac-Saint-Jean ;
- La rue Marsolet à Québec, arrondissement de Sainte-Foy–Sillery–Cap-Rouge, nom donné en son honneur vers 1963[9] ;
- La rue Nicolas-Marsolet, à Trois-Rivières[10] ;
- La rue Marsolet, à Sept-Îles.